# Eunica fairchildi
Eunica fairchildi är en fjärilsart som beskrevs av Bates 1935. Eunica fairchildi ingår i släktet Eunica och familjen praktfjärilar. Inga underarter finns listade i Catalogue of Life.